# Сармьенто (озеро)
Сармьенто (исп. Sarmiento de Gamboa) — озеро на юге Чили, находящееся в национальном парке Торрес-дель-Пайне, в районе Магальянес и Чилийской Антарктики.

## Общие сведения
Получило своё название в честь испанского исследователя Педро Сармьенто де Гамбоа. Имеет овальную форму, вытянутую в субширотном направлении на 23 км при ширине 6 км. Площадь озера составляет 90 км². Максимальная глубина 315 м. Имеет сток в озеро Норреншолль, из которого вытекает река Пайне. Отложения кальция по берегам озера, аналогичны отложениям найденным в гидротермальных источниках по всему миру. Горячая вода поднимается через подстилающие породы и растворяет некоторые минералы (особенно кальцит), которые потом выпадают из неё при снижении температуры и испарении.

Озеро Сармьенто в национальном парке Торрес-дель-Пайне